# Prinos
Prinos là chi thực vật có hoa trong họ Aquifoliaceae.

## Loài
- Prinos atomarius Nutt.
- Prinos canadensis Lodd. ex Steud.
- Prinos cassinoides Steud.
- Prinos confertus Moench
- Prinos crenatus Regel
- Prinos cymosa Hassk.
- Prinos deciduus (Walter) DC.